# Al-Mustafa International University

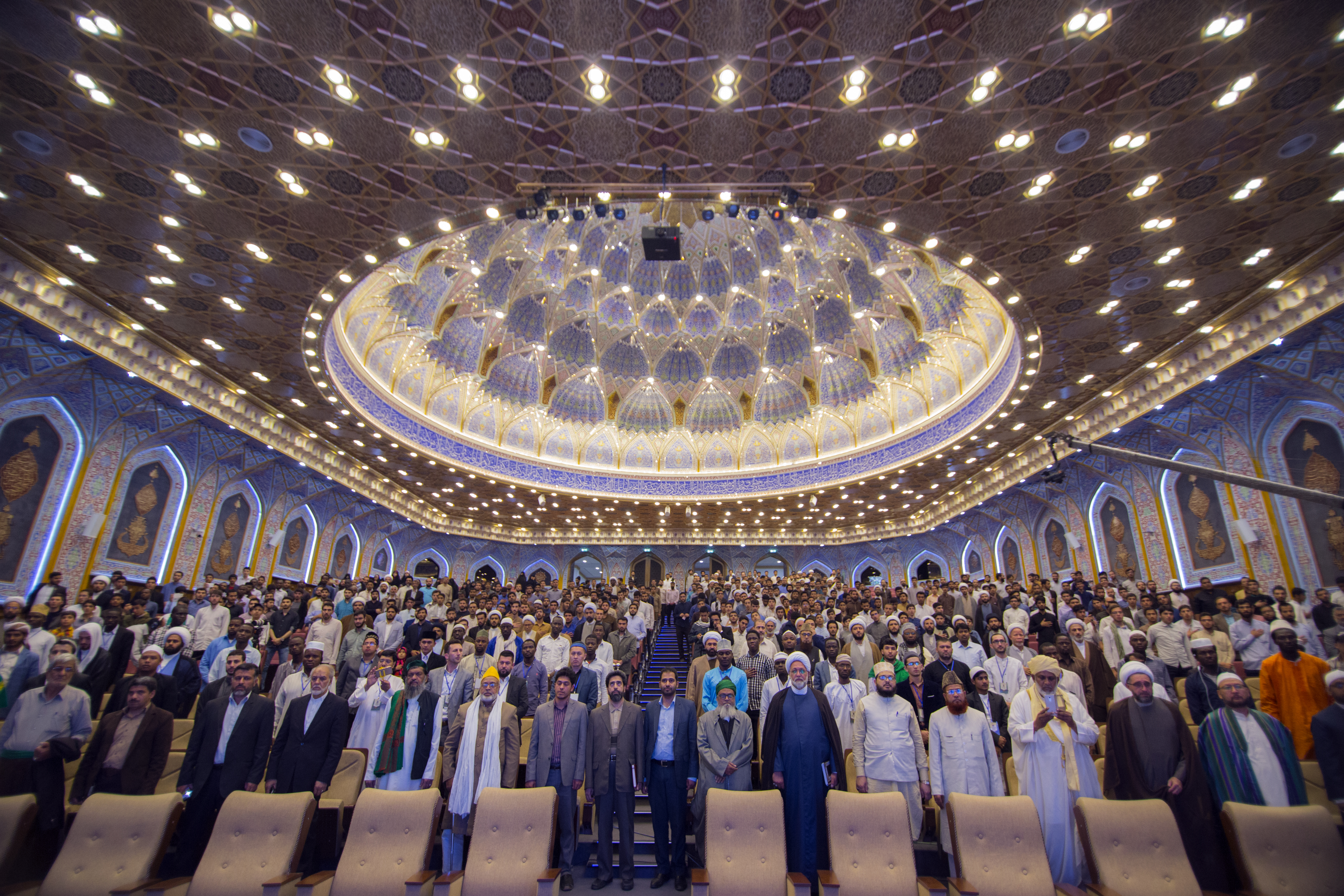
Vid en internationell korantävling för studenter i islamiska seminarier i al-Mustafa International University.

Al-Mustafa International University (persiska: جامعه المصطفی العالمیه) är en akademisk institution från 1979 med en seminarieidentitet (hawza) som är verksam inom utbildning, träning, forskning och kultur och finns utspridd över hela världen. al-Mustafa-universitetet, som är ett internationellt akademiskt och islamiskt hawza-institut och som bär titeln på den islamiske profeten Muhammed (al-Mustafa är en av profetens titlar), har som sin huvudsakliga verksamhet att sprida islamiska läror.
USA:s finansdepartement har infört terrorismrelaterade sanktioner mot al-Mustafa International University, som finansdepartementet sagt använder sina grenar runt om i världen som en plattform för att rekrytera åt Quds-styrkan (en del av Islamiska revolutionsgardet) för att samla in information och utföra uppdrag.